# والتر هوكينز
والتر هوكينز (بالإنجليزية: Walter Hawkins)‏ هو مغني ومنتج أسطوانات وقسيس أمريكي، ولد في 18 مايو 1949 في أوكلاند في الولايات المتحدة، وتوفي في 11 يوليو 2010 في ريبون في الولايات المتحدة بسبب سرطان البنكرياس.

## وصلات خارجية
- والتر هوكينز على موقع IMDb (الإنجليزية)
- والتر هوكينز على موقع ميوزك برينز (الإنجليزية)
- والتر هوكينز على موقع ديسكوغز (الإنجليزية)